# ديف ديفيز
ديف ديفيز (بالإنجليزية: Dave Davies) (و. 1947  م) هو عازف قيثارة، وكاتب أغاني بريطاني، ولد في موسويل هيل.

## وصلات خارجية
- ديف ديفيز على موقع IMDb (الإنجليزية)
- ديف ديفيز على موقع الموسوعة البريطانية (الإنجليزية)
- ديف ديفيز على موقع ميوزك برينز (الإنجليزية)
- ديف ديفيز على موقع رولينغ ستون (الإنجليزية)
- ديف ديفيز على موقع إن إن دي بي (الإنجليزية)
- ديف ديفيز على موقع أول ميوزيك (الإنجليزية)
- ديف ديفيز على موقع ديسكوغز (الإنجليزية)
- ديف ديفيز على موقع قاعدة بيانات الفيلم (الإنجليزية)

- ديف ديفيز في قاعدة بيانات الأفلام على الإنترنت